# アラモサ郡 (コロラド州)

コロラド州内の位置

アラモサ郡（英: Alamosa County）は、アメリカ合衆国コロラド州の郡である。人口は1万6376人（2020年） 。郡庁所在地はアラモサである。

## 歴史
アラモサ郡はコスティラ郡の北東部外に1913年3月8日にコロラド州議会によって設立された。

## 地理
アメリカ合衆国統計局によると、この郡は総面積1,874 km2 (724 mi2) である。このうち1,872 km2 (723 mi2) が陸地で2 km2 (1 mi2) が水地域である。総面積の0.11%が水地域となっている。
北から時計回りに、隣接する郡はサワチ郡、ヒューファノ郡、コスティラ郡、コネホス郡、及びリオグランデ郡である。

## 人口動勢
2000年の国勢調査で、この郡は人口14,966人、5,467世帯、及び3,651家族が暮らしている。人口密度は8/km2 (21/mi2) である。3/km2 (8/mi2) の平均的な密度に6,088軒の住宅が建っている。この郡の人種的な構成は白人71.19%、アフリカン・アメリカン0.97%、先住民2.34%、アジア0.82%、太平洋諸島系0.19%、その他の人種20.34%、及び混血4.16%である。この人口の41.41%はヒスパニックまたはラテン系である。
この郡内の住民は27.20%が18歳未満の未成年、18歳以上24歳以下が15.90%、25歳以上44歳以下が26.70%、45歳以上64歳以下が20.60%、及び65歳以上が9.60%にわたっている。中央値年齢は31歳である。女性100人ごとに対して男性は99.00人である。18歳以上の女性100人ごとに対して男性は95.30人である。
この郡の世帯ごとの平均的な収入は29,447米ドルであり、家族ごとの平均的な収入は38,389米ドルである。男性は27,733米ドルに対して女性は22,806米ドルの平均的な収入がある。この郡の一人当たりの収入 (per capita income) は15,037米ドルである。人口の21.30%及び家族の15.60%は貧困線以下である。全人口のうち18歳未満の27.40%及び65歳以上の13.90%は貧困線以下の生活を送っている。

## 都市及び町
- アラモサ (Alamosa)
- アラモサイースト (Alamosa East)
- フーパー (Hooper)

## アラモサ郡に因むもの
- 1981年にアリゾナ州フラッグスタッフ近郊のアンダーソン・メサで発見された小惑星(2927) Alamosaは、発見者の出生地であるこのアラモサ郡にちなんで命名された[3]。